# Clinopogon cinctellus
Clinopogon cinctellus là một loài ruồi trong họ Asilidae. Clinopogon cinctellus được Bigot miêu tả năm 1879. Loài này phân bố ở miền Australasia.